# Deepika Kurup
Deepika Kurup (12 de abril de 1998) es una inventora, científica y defensora del agua potable estadounidense. En 2012 recibió el premio Discovery Education 3M Young Scientist de $25.000 dólares por su trabajo en el desarrollo de un método nuevo y económico para limpiar el agua con energía solar.
También ganó el Premio Juvenil de Agua de Estocolmo en 2014 con su proyecto "Un nuevo compuesto fotocatalítico permeable para degradar materia orgánixa e inactivación de bacterias en aguas residuales". El premio incluía $10.000 dólares en efectivo y un viaje con todos los gastos pagados a Estocolmo, Suecia, donde compitió por el Premio Internacional Juvenil de Agua de Estocolmo.
En enero de 2015, Kurup fue nombrada como una de las Forbes: 30 menores de 30 en Energía. También ha aparecido en Teen Vogue por su trabajo.

## Biografía
Deepika Kurup nació en Nashua, New Hampshire. Su padre, Pradeep Kurup, es profesor de ingeniería civil en la Universidad de Massachusetts Lowell, y llegó a Estados Unidos en 1983 desde la India. Su madre, Meena Kurup, es originaria del estado de Kerala, en el sur de la India. Deepika planea dedicarse a la Neurobiología.
Ella ha dado una serie de explicaciones de lo que la inspiró a trabajar en la purificación del agua. En su video de entrada a la competencia de Estocolmo, explica el mecanismo utilizado para desarrollar su invención y también algunos de los factores que la llevaron a idearla.

## Método de purificación del agua
La idea inicial de Kurup que le valió el Discovery Education 3M Young Scientist en 2012 se basa en el uso de un compuesto fotocatalítico para la purificación del agua. Este proyecto involucró un compuesto fotocatalítico constituido de dióxido de titanio y óxido de zinc, microesferas de vidrio huecas y cemento Portland. En 2012, el compuesto fotocatalítico de Kurup pudo reducir la cantidad de coliformes totales de 8000 unidades formadoras de colonias a 50. Además, oxidó el azul de metileno a un ritmo más rápido que los métodos de desinfección solar estándar.
Ella mejoró su método y después de 3 años desarrolló un compuesto fotocatalítico permeable que usa arena, TiO2, cemento Portland y nitrato de plata. Este compuesto fotocatalítico permeable mostró una reducción del 98% en bacterias coliformes totales inmediatamente después de la filtración. La exposición del agua filtrada a la luz del sol con un disco compuesto fotocatalítico dio como resultado la inactivación del 100% de las bacterias coliformes totales en solo 15 minutos. Este proyecto le valió el Premio Juvenil de Agua de Estocolmo en 2014.
También fue la ganadora de National Geographic en la Feria de las Ciencias de Google 2015.